# Bárbara Wagner
Bárbara Wagner (Brasília, 1980) é uma cineasta, fotógrafa e artista brasileira contemporânea. Suas obras encontram-se em coleções como as permanentes do MASP e MAM em São Paulo. Trabalha sobretudo com fotografias, vídeos e videoinstalações.

## Trajetória
No ano de 2011 iniciou um trabalho investigativo em colaboração com o artista Benjamin de Burca (Munique, 1975). Com esse parceiro esteve na 58ª Bienal de Veneza (Veneza, Itália), Front International - Trienal de Cleveland de Arte Contemporânea (Cleveland, EUA), 33 e 35 Panorama de Arte Brasileira (MAM, Museu de Arte Moderna de São Paulo), 4ª Bienal de Artes Atuais (La Reunião, França), 36ª EVA Internacional (Limerick, Irlanda), 5º Prêmio Marcantonio Vilaça, 32ª Bienal de São Paulo, 5º Projeto Skulptur Münster e o 20º Festival de Arte Contemporânea Sesc Videobrasil. Em 2011, ela completou um MFA no Dutch Art Institute.
Um dos seus trabalhos mais expressivos é o "Brasília Teimosa", série de fotografias realizada em Recife, cidade onde a artista reside desde 1998. Publicado em livro no ano de 2007 e apresentado em mostras individuais em São Paulo, Rio de Janeiro e Brasília.Um outro assunto presente em suas obras é o crescimento e expressividade midiática das igrejas evangélicas.

## Trabalhos

### Brasília Teimosa (2005 - 2007)
Série de vinte e duas fotos feitas por Bárbara em Brasília Teimosa ao longo de  quase dois anos, sempre aos domingos.
"A atenção está na representação de classe e status através da pose".

### Estrela Brilhante (2008 - 2010)
Ao longo de três anos, Bárbara foi a Nazaré da Mata onde fotografou os ensaios, antes do Carnaval, dos participantes dos grupo Estrela Brilhante, Cambinda do Cumbe e Águia Dourada, realizados sempre durante noite.
"o cânone de uma tradição “pura” é questionado no registro de uma performance fora do palco".

### A Corte (2013)
Bárbara fotografou as poses de integrantes de grupos de Maracatu antes de um desfile no Carnaval.
"o assunto é a mobilidade social, a simbologia de hierarquias que se manifesta na cultura popular como nas convenções do retrato".

### Faz que Vai (2015)
Benjamin de Burca e Bárbara fazem parceria nessa vídeo instalação que mostra a relação de quatro bailarinos com o frevo e suas nuances.

### Terremoto Santo (2017)
Bárbara Wagner e Benjamin de Burca em parceria com uma gravadora de música gospel de Palmares (Pernambuco), e recorrem  sobre os aspectos sociais e estéticos dos evangélicos. 
"quero escrutinar o que há de ordinário e material no mundo fantástico da indústria da crença".

### Edifício Recife
O fotógrafo alemão Benjamin Burca observou que próxima à entrada dos grandes prédios de Recife havia uma escultura. Junto à jornalista e também fotógrafa Bárbara Wagner, brasiliense radicada no Recife ele passou a visitar os edifícios para registrar as peças. Bárbara  buscava informações sobre as obras com os porteiros dos condomínios. Esses registros e conversas formavam um banco  de dados sobre as artes plásticas de Recife sua relação com a população através dos depoimentos dos porteiros. 
Em 2013 esse catálogo de informações foi exposto com o nome  “Edifício Recife”, que estreou no Museu de Arte Moderna de São Paulo. Em 2018 o trabalho virou livro.

## Coleções
- Acervo SESC de Arte Brasileira, São Paulo, Brasil
- CIFO - The Ella Fontanals Cisneros Collection, Miami, Estados Unidos
- DSM, Heerlen, Holanda
- FUNDAJ – Fundação Joaquim Nabuco, Recife, Brasil
- IMS - Instituto Moreira Salles, São Paulo, Brasil
- MASP - Museu de Arte de São Paulo, Coleção Pirelli-Masp de Fotografia. São Paulo, Brasil
- MAM-SP - Museu de Arte Moderna de São Paulo, São Paulo, Brasil
- MAM-Rio – Museu de Arte Moderna do Rio de Janeiro, Rio de Janeiro, Brasil
- MAR - Museu de Arte do Rio, Rio de Janeiro, Brasil
- Museum Het Domein, Sittard, Holanda [5]
- PAMM - Pérez Museu de Arte de Miami, Miami, Estados Unidos[6]
- ICA/Boston - Institute of Contemporary Art, Boston, Estados Unidos[7]

## Prêmios
- The 67th Berlin International Film Festival (Short Films nominee) - 2017
- Paulo Cunha e Silva Art Prize, organized by the City Council of Porto (nominee) - 2017
- Prêmio Aquisição, 20º Festival de Arte Contemporânea SESC_Videobrasil - 2017
- Prêmio Brasil Fotografia - 2016
- IX Videoarte, Fundaj - 2015
- IV Bolsa ZUM/IMS de Fotografia, Instituto Moreira Salles - 2015
- V CNI Sesi Marcantônio Vilaça - 2014
- XII Marc Ferrez, Funarte - 2012
- 46º Salão de Arte de Pernambuco - 2005 [8]